# Aloe versicolor
Aloe versicolor es una especie de planta suculenta de la familia de los aloes. Es originaria de Madagascar.

## Descripción
Es una planta con las hojas suculentas; que se encuentra en clima subhúmedo, subárido, en el matorral, en inselberg en la cara con rocas, a una altitud de  0-499 metros, en Madagascar en la  Provincia de Toliara.

## Taxonomía
Aloe versicolor fue descrita por Guillaumin y publicado en Bulletin du Muséum d'Histoire Naturelle, sér. 2 21: 723, en el año 1949.
Etimología
Ver: Aloe
versicolor: epíteto latino que significa "de varios colores".